# 悲慘世界 (2019年電影)
是2019年法國導演拉德·利執導的劇情長片，影片獲得第72屆坎城影展的評審團獎，並獲得金球奖最佳外语片提名和第92届奥斯卡金像奖最佳国际影片提名。影片導演拉德·利曾公開聲援香港反送中示威者，後來影片在香港上映時，入場人次超過6萬，打破自2013年以來的法語電影香港入場人次紀錄，亦以360萬港元的票房成為香港史上票房第六高的法語電影。

## 剧情
故事背景是2018年法国夺得世界杯足球赛冠军后的巴黎，警察暴力事件的發生和其餘波。

## 角色
- 達米安·勃納爾 飾演 Stéphane／Pento
- 艾力克西·馬南堤（英语：Alexis Manenti） 飾演 Chris
- Djebril Zonga 飾演 Gwada
- Issa Perica 飾演 Issa
- Al-Hassan Ly 飾演 Buzz
- Steve Tientcheu 飾演 The Mayor
- Almamy Kanoute 飾演 Salah
- Raymond Lopez 飾演 Zorro
- Omar Soumare 飾演 Macha
- Sana Joachaim 飾演 Bintou
- Lucas Omiri 飾演 Slim
- 珍娜·巴麗芭（英语：Jeanne Balibar） 飾演 The Commissioner

## 獎項
| 類別         | 頒獎日期      | 獎項         | 結果 | 參考 |
| ------------ | ------------- | ------------ | ---- | ---- |
| 金球獎       | 2020年1月5日  | 最佳外語片   | 提名 |      |
| 奥斯卡金像獎 | 2020年2月9日  | 最佳國際影片 | 提名 |      |
| 第45屆凱撒獎 | 2020年2月28日 | 最佳影片     | 獲獎 |      |

## 外部連結
- 官方网站
- 互联网电影数据库（IMDb）上《悲慘世界》的资料（英文）
- AllMovie上《悲慘世界》的资料（英文）
- 法國AlloCiné影劇資料庫上《悲慘世界》的電影資料（法文）
- 豆瓣电影上《悲慘世界》的資料 （简体中文）
- 開眼電影網上《悲慘世界》的資料（繁體中文）